# Nommay
Nommay település Franciaországban, Doubs megyében. Lakosainak száma 1601 fő (2022. január 1.). Nommay Châtenois-les-Forges, Brognard, Dambenois, Grand-Charmont, Vieux-Charmont és Trévenans községekkel határos.

## Népesség
A település népességének változása:
| Lakosok száma | 1097 | 1635 | 1513 | 1569 | 1688 | 1672 | 1638 | 1619 | 1611 | 1601 |
|               | 1968 | 1982 | 1990 | 2006 | 2013 | 2015 | 2017 | 2019 | 2020 | 2022 |